# Kompliceret sorg
Kompliceret sorg / Komplicerede sorgreaktioner henviser til sorgreaktioner efter nærtstående persons død, der er kendetegnet ved at være væsentlig mere langvarig, lidelsesfuld og intens end sorgreaktioner almindeligvis er i den pågældende kultur, og som er forbundet med en klar nedgang i den efterladtes funktionsniveau, for eksempel ved at man fungerer mærkbart dårligere i sit arbejde, socialt samvær, fritid eller seksuel funktion end før tabet og at dette varer ved gennem længere tid efter tabet.
Kompliceret sorg kan betegnes som et paraplybegreb, der favner forskellige typer af komplicerede sorgreaktioner, herunder symptomer på fx tabsudløst depression, PTSD eller det nyeste bud: en diagnose for en sorgreaktion, der er blevet så fastlåst, at den kan betegnes som syg og som benævnes vedvarende sorglidelse.